# Vincent Pastore

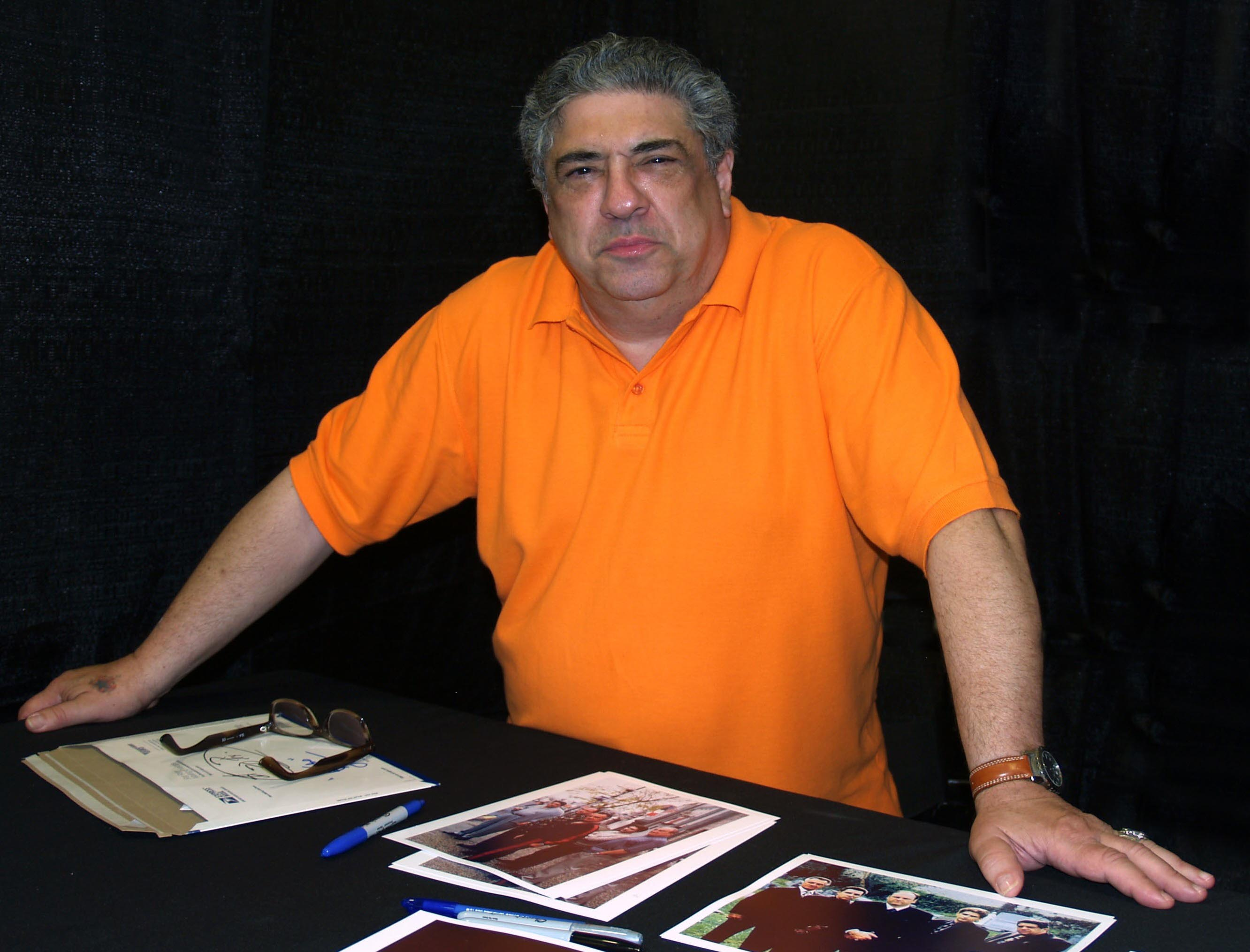
Vincent Pastore auf der Wizard World New York Experience Comic Con 2013

Vincent Pastore (* 14. Juli 1946 in der Bronx, New York City) ist ein US-amerikanischer Schauspieler italienischer Abstammung.
Sehr bekannt wurde er in der Rolle des schwergewichtigen Mafiosos Salvatore „Big Pussy“ Bonpensiero in der erfolgreichen HBO-Fernsehserie Die Sopranos.

## Leben
Zwischen 1967 und 1987 besaß Pastore mehrere Nachtclubs in New Rochelle, New York. Zwei seiner damaligen Gäste, die Schauspieler Matt Dillon und Kevin Dillon überzeugten ihn, selbst Schauspieler zu werden. Seine ersten Rollen bekam er in Filmen wie Martin Scorseses GoodFellas – Drei Jahrzehnte in der Mafia und Brian De Palmas Carlito’s Way. Insgesamt spielte er in über 70 Filmen und Fernsehproduktionen mit. Darüber hinaus spielt Pastore auch am Off-Broadway-Theater.
Vincent Pastore ist geschieden und hat eine Tochter. Er lebt auf City Island in der Bronx.

## Filmografie (Auswahl)
- 1988: Freakshow (Black Roses)
- 1989: Wahre Liebe (True Love)
- 1990: Im Dschungel der Unterwelt (Backstreet Dreams)
- 1990: Zeit des Erwachens (Awaykenings)
- 1990: GoodFellas – Drei Jahrzehnte in der Mafia (Goodfellas)
- 1991: Mann mit Ehre – Du achtest nur, was du fürchtest (Man of Respect)
- 1992: The Bet (Kurzfilm)
- 1992: Eine Familie zum Knutschen in Manhattan (Flodder in America)
- 1993: Escort Service – Lieferung Frei Haus (Italian Movie)
- 1993: Who’s the Man?
- 1993: Mörderische Hitze (Taking the Heat, Fernsehfilm)
- 1993: Carlito’s Way
- 1993: Der flämische Meister (The Dutch Master, Kurzfilm)
- 1994: Hand Gun – Hetzjagd durch New York
- 1994: No Panic – Gute Geiseln sind selten (The Ref)
- 1994: 2 Millionen Dollar Trinkgeld (It Could Happen to You)
- 1994: Ein heißer Job (Who Do I Gotta Kill?)
- 1995: Jane Doe
- 1995: Die Jerky Boys
- 1995: Jim Carroll – In den Straßen von New York (Basketball Diaries)
- 1995: Money Train
- 1996: West New York
- 1996: Der Untergang der Cosa Nostra (Gotti)
- 1996: Walking and Talking
- 1996: Sunset Park
- 1996: Joes Apartment – Das große Krabbeln
- 1997: In den Straßen von Brooklyn (A Brooklyn State of Mind)
- 1997: Nacht über Manhattan (Night Falls on Manhattan)
- 1997: Der letzte Don (The Last Don, Fernsehdreiteiler)
- 1998: The Mob – Der Pate von Manhattan (Witness to the Mob, Fernsehfilm)
- 1998: Mafia! – Eine Nudel macht noch keine Spaghetti! (Jane Austen’s Mafia!)
- 1999: Die 18 Farben des Todes (Gang Land)
- 1999: Mickey Blue Eyes
- 1999: Hurricane
- 1999: Ein Filmreifer Mord (A Slight Case of Murder, Fernsehfilm)
- 1999–2007: Die Sopranos (The Sopranos, Fernsehserie, 30 Folgen)
- 2001: Mister Undercover (Corky Romano)
- 2001: Made
- 2001: Unterwegs mit Jungs (Riding in Cars with Boys)
- 2002: Mann umständehalber abzugeben oder Scheidung ist süß (Serving Sara)
- 2003: Die Gangster-Braut (Mail Order Bride)
- 2003: This Thing of Ours
- 2004: Große Haie – Kleine Fische (Shark Tale, Stimme)
- 2005: Revolver
- 2007: 7-10 Split
- 2013: Once Upon a Time in Brooklyn
- 2013: Malavita – The Family (The Family)
- 2013: Torture Chamber
- 2019: Vault
- 2021: The Birthday Cake